# 叶耳孤比
叶耳孤比（阿拉伯语：‎，al-Ya'qubi，？—897年）是公元九世纪一位阿拉伯地理学家和历史学家。曾在亚美尼亚和呼罗珊等地居住，后出游印度、埃及和马格里布等地。并于公元891年完成《列国志》（阿拉伯语：‎，Kitab al-Buldan）一书，详细介绍了各地区地理、政治和经济情况。还著有《叶耳孤比史》（阿拉伯语：‎，Tarikh al-Yaqubi） ，记载了公元872年以前伊斯兰教什叶派眼中的世界史。